# Flavius Felicianus
Flavius Felicianus (gestorben vielleicht 337) war ein hoher römischer Militär des 4. Jahrhunderts n. Chr.
Wie Johannes Malalas in seiner Weltchronik berichtet, war Felicianus, ein Christ, im Jahr 335 comes Orientis. Er hatte damit eines der höchsten militärischen Ämter im Osten des Reiches inne. Ob Felicianus tatsächlich der erste Träger dieses Titels war, wie Malalas ebenfalls berichtet, ist allerdings umstritten. Kaiser Konstantin, unter dem er diente, ernannte ihn für das Jahr 337 zum ersten Konsul. Er trat das Amt gemeinsam mit Fabius Titianus an. Konstantin starb am 22. Mai von Felicianus’ Konsulatsjahr 337. Da der Name des Felicianus auf einer Inschrift ausradiert worden ist, könnte es sein, dass er nach dem Tod Konstantins hingerichtet wurde und der damnatio memoriae, der Auslöschung seines Andenkens, anheimfiel. Vielleicht starb er als eines der Opfer der Morde nach dem Tod Konstantins des Großen.